# メイクアップ (企業)
株式会社メイクアップは、東京都港区南青山に本社を置く、ミニカー（スケールモデル）の製造メーカー。

## 概要
- 1978年に設立。 当初はトラクションエンジンの模型の輸入を手掛けていた。しかし、市場そのものが小さく苦労した。その後、ミニカーの取り扱いに軸足を移した。自社ブランド『MAKE UP LSJ』（メイクアップ　ルックスマートジャパン）を展開している。1/43スケールのハンドビルド・モデルカーを製作している。
- 2002年にイタリアのMR Collection社と共同でLookSmartというブランドを立ち上げ、2005年には、ブランド名をEIDOLON（アイドロン）に変更。また、LookSmartをあくまでも1つのブランドとしているMR Collectionと違い、全社挙げての主力製品と捉えている。
- ホワイトメタル製組み立てキットのスーペリアモデルスというシリーズも展開され、公式サイトでは開発時の苦労話を見ることが出来る。
- ニッケルの電鋳でボディを作るという精密感の再現では優れるが生産性の低さにより他では手掛けない手法を採る事も厭わない。
- これまで国内の業者が扱っていなかった製品を取り扱っている。
- また、国内のスクラッチビルダーの育成にも力を入れており精密工作技術を駆使した1台100万円以上するような模型も取り扱っている。